# Erinn Smart
Erinn Smart (Brooklyn, 12 gennaio 1980) è una schermitrice statunitense, vincitrice di una medaglia d'argento nella scherma ai giochi olimpici.
È la sorella di Keeth Smart.

## Palmarès
In carriera ha conseguito i seguenti risultati:
- Giochi Olimpici:

Pechino 2008: argento nel fioretto a squadre.
- Mondiali di scherma

Nimes 2001: bronzo nel fioretto a squadre.
- Giochi Panamericani:

Santo Domingo 2003: argento nella spada a squadre e bronzo nel fioretto individuale.
- Campionati Panamericani:

2007: argento nel fioretto individuale.